# Kattartade rovdjur
Kattartade rovdjur (Feliformia) är en systematisk grupp i ordningen rovdjur. Den består av underordningen Feliformia. I en tidigare indelning betraktades den som överfamiljen Feloidea. Det är systergruppen till hundartade rovdjur.
Det tydligaste kännetecken som skiljer kattliknande rovdjur från hundliknande rovdjur är skallens delar som omsluter mellanörat och innerörat. Hos Feliformia är det två ben men en skiljande vägg (septum) i mitten. Hos Caniformia är det bara ett ben.
Idag består gruppen av följande 6 familjer:
- Kattdjur (Felidae)
- Hyenor (Hyaenidae)
- Manguster (Herpestidae)
- Viverrider (Viverridae)
- Leopardmårdar (Nandiniidae)
- Madagaskarrovdjur (Eupleridae)

Ytterligare tre familjer, Percrocutidae, Nimravidae och Barbourofelidae, dog ut under miocen.